# RB Omiya Ardija
RB Omiya Ardija (RB大宮アルディージャ, Arubi Ōmiya Arudīja), anteriormente conhecido por Omiya Ardija (大宮アルディージャ, Ōmiya Arudīja) é um clube de futebol japonês, com sede na cidade de Saitama. Atualmente disputa a J2 League, a segunda divisão do Campeonato Japonês.
O clube realiza suas partidas como mandante no NACK5 Stadium Omiya, com capacidade para 11.500 torcedores.

## História

Escudo utilizado até 2024.

O clube foi fundado em 1964, pela Nippon Telegraph and Telephone Saitama Soccer Selection em Urawa, Saitama, atuando nas divisões locais da JSL até os anos 90.
Apenas em 1998 o clube se filiou a J-League e passou a categoria profissional, para se separar de clube empresa, adotou o nome Ōmiya (sede do clube) e "Ardija" que na língua espanhola "ardilla" é o nome para esquilo, o mascote da cidade de Omiya, e também o parque na qual o clube é sediado.
O clube tem como grande rival o Urawa Red Diamonds, com quem faz o Derby de Saitama.

### Venda para a Red Bull
Em 6 de novembro de 2024, mudou seu nome oficial para RB Omiya Ardija depois de ser adquirido pela Red Bull GmbH, que comprou 100% das ações da NTT em agosto e tornou-se o primeiro time controlado inteiramente por uma empresa estrangeira no futebol do Japão. Mesmo com a mudança, a NTT continua como patrocinadora da equipe

## Titulos
- J2 League: 2015
- J3 League: 2024

## Uniformes

### Uniformes dos jogadores
| 1.º uniforme | 2.º uniforme |

### Uniformes anteriores
- 2024

| 1.º uniforme | 2.º uniforme |

- 2023

| 1.º uniforme | 2.º uniforme |

- 2022

| 1.º uniforme | 2.º uniforme |

- 2021

| 1.º uniforme | 2.º uniforme |

- 2020

| 1.º uniforme | 2.º uniforme |

- 2019

| 1.º uniforme | 2.º uniforme |

- 2018

| 1.º uniforme | 2.º uniforme | 3.º uniforme |

- 2017

| 1.º uniforme | 2.º uniforme |

- 2016

| 1.º uniforme | 2.º uniforme |

- 2015

| 1.º uniforme | 2.º uniforme |

## Treinadores
| Treinador                   | Nacionalidade | Período                | Período                |
| Treinador                   | Nacionalidade | Chegou em              | Saiu em                |
| --------------------------- | ------------- | ---------------------- | ---------------------- |
| Takashi Shimizu             | Japão         | 1992                   | 1996                   |
| Norio Sasaki                | Japão         | 1997                   | 1998                   |
| Pim Verbeek                 | Países Baixos | 1 de janeiro de 1999   | 31 de dezembro de 1999 |
| Toshiya Miura               | Japão         | 1 de fevereiro de 2000 | 31 de janeiro de 2002  |
| Henk Duut                   | Países Baixos | 22 de dezembro de 2001 | 22 de dezembro de 2002 |
| Masaaki Kanno               | Japão         | 1 de fevereiro de 2003 | 13 de outubro de 2003  |
| Eijun Kiyokumo              | Japão         | 10 de outubro de 2003  | 31 de dezembro de 2003 |
| Toshiya Miura               | Japão         | 1 de fevereiro de 2004 | 31 de janeiro de 2007  |
| Robert Verbeek              | Países Baixos | 1 de janeiro de 2007   | 30 de junho de 2007    |
| Satoru Sakuma               | Japão         | 1 de julho de 2007     | 31 de dezembro de 2007 |
| Yasuhiro Higuchi            | Japão         | 1 de fevereiro de 2008 | 31 de janeiro de 2009  |
| Chang Woe-ryong             | Coreia do Sul | 1 de fevereiro de 2009 | 26 de abril de 2010    |
| Jun Suzuki                  | Japão         | 24 de abril de 2010    | 19 de maio de 2012     |
| Takeyuki Okamoto (interino) | Japão         | 31 de maio de 2012     | 10 de junho de 2012    |
| Zdenko Verdenik             | Eslovénia     | 10 de junho de 2012    | 11 de agosto de 2013   |
| Takeyuki Okamoto (interino) | Japão         | 11 de agosto de 2013   | 20 de agosto de 2013   |
| Tsutomu Ogura               | Japão         | 20 de agosto de 2013   | 31 de dezembro de 2013 |
| Kiyoshi Okuma               | Japão         | 1 de fevereiro de 2014 | 31 de agosto de 2014   |
| Hiroki Shibuya              | Japão         | 31 de agosto de 2014   | 28 de maio de 2017     |
| Akira Ito                   | Japão         | 29 de maio de 2017     | 5 de novembro de 2017  |
| Masatada Ishii              | Japão         | 6 de novembro de 2017  | 31 de janeiro de 2019  |
| Takuya Takagi               | Japão         | 1 de fevereiro de 2019 | 31 de janeiro de 2021  |
| Ken Iwase                   | Japão         | 1 de fevereiro de 2021 | 25 de maio de 2021     |
| Norio Sasaki                | Japão         | 26 de maio de 2021     | 9 de junho de 2021     |
| Masahiro Shimoda            | Japão         | 10 de junho de 2021    | 26 de maio de 2022     |
| Naoki Soma                  | Japão         | 28 de maio de 2022     | 19 de maio de 2023     |
| Masato Harasaki             | Japão         | 19 de maio de 2023     | 31 de janeiro de 2024  |
| Tetsu Nagasawa              | Japão         | 1 de fevereiro de 2024 |                        |